# Pater-Rupert-Mayer-Gymnasium Pullach

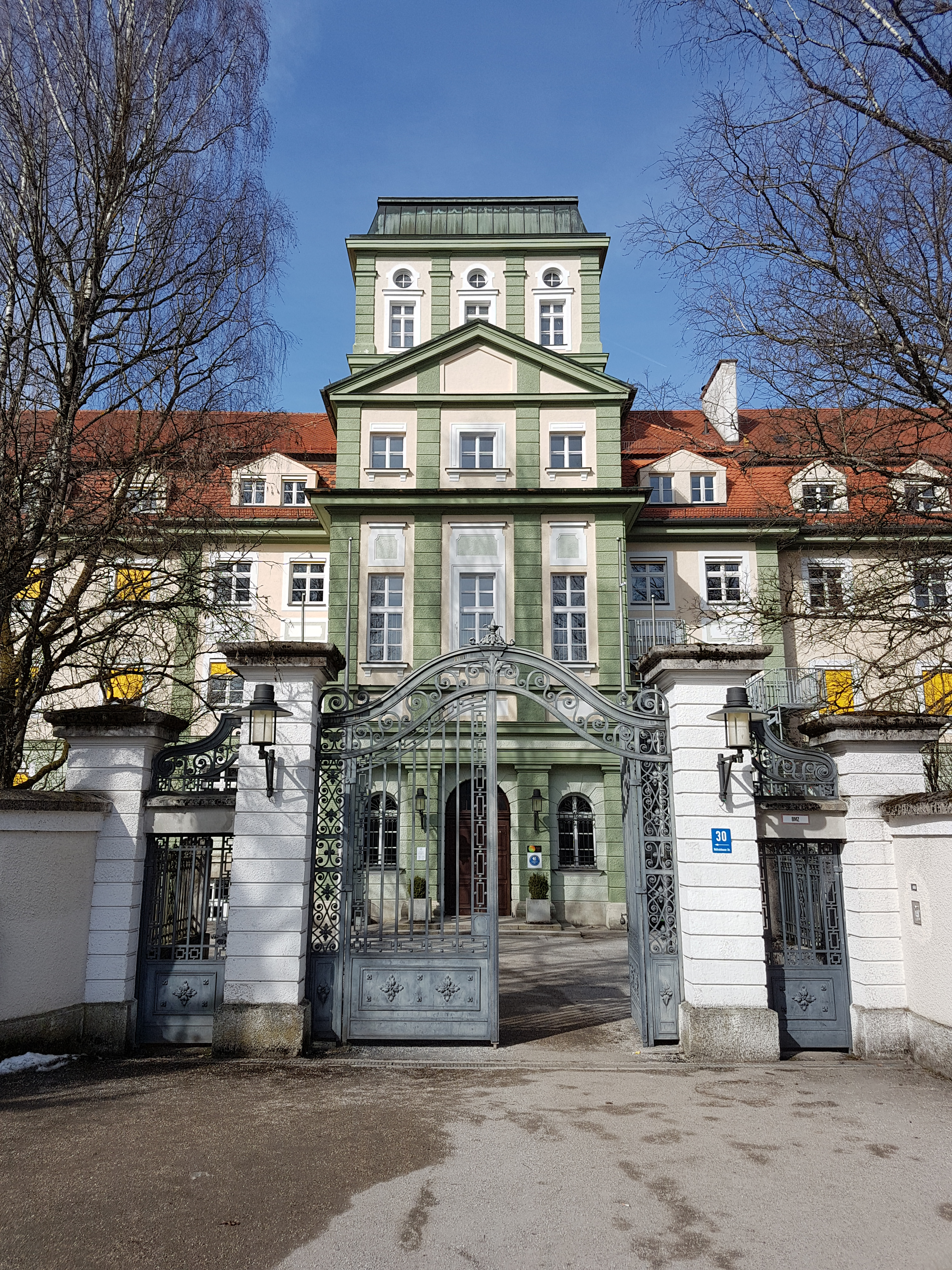
Haupteingang des Pater-Rupert-Mayer-Gymnasiums

Das Erzbischöfliche Pater-Rupert-Mayer-Gymnasium (PRMG) befindet sich in Pullach südlich von München. Das naturwissenschaftlich-technologische und neusprachliche Gymnasium ist Teil der Tagesheimschulen Pullach, zu denen auch die Pater-Rupert-Mayer-Realschule, die Pater-Rupert-Mayer-Volksschule sowie die Marga-Müller-Kindertagesstätte Pullach gehören. Ihr Träger ist die Erzdiözese München und Freising.
Das staatlich anerkannte katholische Gymnasium hat eine eigene Schulkirche aus der Zeit, als hier Jesuiten wirkten.

## Das Gymnasium
Namensgeber des Pater-Rupert-Mayer-Gymnasiums ist der seliggesprochene Jesuit Rupert Mayer, ein katholischer Widerstandskämpfer gegen das NS-Regime.
Im Schuljahr 2023/2024 besuchten 600 Schüler das Pater-Rupert-Mayer-Gymnasium, das gesamte Schulzentrum kommt auf ca. 1200 Schüler sowie Kindergartenkinder. Als gymnasiale Ausbildungsrichtung kann zwischen einer sprachlichen und naturwissenschaftlich-technologischen Richtung gewählt werden.
Das Gymnasium sowie das gesamte Schulzentrum ist eine offene Tagesheimschule – Ganztagsschule mit Lernzeit am Nachmittag – bis zur neunten Klasse.

## Geschichte
Erbaut wurde der heutige Schulkomplex für das Berchmanskolleg der Jesuiten. Baubeginn für den 112 Meter langen Hauptflügel mit mittlerem Turmrisalit sowie die zentral dazu angeordnete Kapelle im Innenhof war im Jahr 1924. Architekten waren Georg Guinin sowie Richard Müller. Am 31. Januar 1926 wurde die heutige Schulkapelle durch Kardinal Faulhaber (damaliger Erzbischof von München und Freising) geweiht, nachdem bereits an Heiligabend des Jahres 1925 die erste heilige Messe in der Kirche gefeiert wurde.
Am 21. Juli 1969 kaufte das Katholische Familienwerk die Lehreinrichtung von den Jesuiten und verlagerte das Gymnasium sowie die Realschule in den nördlichen Gebäudetrakt des Hauptkomplexes. Im Juli 1971 zogen die letzten Jesuiten in die Münchner Kaulbachstraße, nahe dem Siegestor, und der Kindergarten sowie die Volksschule zogen in den Hauptkomplex ein.
Zu Beginn des Schuljahres 1973/74 erhielten das Gymnasium und die Realschule die staatliche Anerkennung durch das bayerische Kultusministerium. Am 21. November 1978 erhielt das Gymnasiums seinen heutigen Namen, ebenfalls vom bayerischen Kultusministerium. Nachdem am 12. Juli 1993 bei der Mitgliederversammlung des Katholischen Familienwerks die Auflösung des Katholischen Familienwerks (KFW) beschlossen wurde, übernahm am 10. Januar 1994 die Erzdiözese München und Freising die Trägerschaft. Darauffolgend wurde damit begonnen das Schulgebäude auszubauen und zu renovieren. So folgte im Jahr 1997 die Einweihung einer neu errichteten Dreifachturnhalle. Im Februar 2004 waren die letzten Renovierungsarbeiten des Jesuitenbaus abgeschlossen. Seitdem stehen eine moderne Aula mit aufwendiger Bühnentechnik sowie eine Bibliothek und ein großer Kunstsaal zur Verfügung.
Am 19. Juni 2015 wurde der Grundstein für den Neubau eines Südgebäudes gelegt, das die Grundschule, den Kindergarten und die Kinderkrippe umfasst. Zu Beginn des Schuljahres 2017/18 zogen die Grundschule und die Kinderkrippe aus dem Hauptgebäude in das nach modernen Umweltstandards erbaute neue Südgebäude. Die bis zu diesem Zeitpunkt in Container ausgelagerte Volksschule zog ebenfalls in den neuen südlichen Gebäudekomplex.

## Auszeichnungen
Im Jahr 2015 wurde dem Pater-Rupert-Mayer-Gymnasium Pullach vom Katholischen Schulwerk in Bayern ein Zertifikat über nachhaltige Schulentwicklung überreicht, das bis 2019 gilt.
2016 bekam das Pater-Rupert-Mayer-Gymnasium eine Auszeichnung für das besondere Engagement zur nachhaltigen Schulentwicklung mit zwei Sternen von der Umweltschule – Internationale Agenda 21 – Schule und erneut 2017 mit drei Sternen.